# Vauvillers (Somme)
Vauvillers (picardisch: Veuvilé) ist eine nordfranzösische Gemeinde mit 218 Einwohnern (Stand 1. Januar 2022) im Département Somme in der Region Hauts-de-France. Die Gemeinde gehört zum Kanton Ham und ist Teil der Communauté de communes Terre de Picardie.

## Geographie
Die Gemeinde liegt rund vier Kilometer nördlich von Rosières-en-Santerre in der Santerre. Das Gemeindegebiet erstreckt sich im Norden bis zur Autoroute A29 und im Süden über die Départementsstraße D337 von Harbonnières nach Chaulnes, an der die Häusergruppe La Maison Rouge liegt.

## Geschichte
Im Gebiet von Vauvillers wurden Spuren gallo-römischer Besiedlung gefunden.
Die Gemeinde, die im Ersten Weltkrieg teilweise zerstört worden war, erhielt als Auszeichnung das Croix de guerre 1914–1918.

## Einwohner
| 1962 | 1968 | 1975 | 1982 | 1990 | 1999 | 2006 | 2010 |
| ---- | ---- | ---- | ---- | ---- | ---- | ---- | ---- |
| 211  | 179  | 157  | 162  | 189  | 262  | 288  | 275  |

## Verwaltung
Bürgermeister (maire) ist seit 2001 Annick Marechal.

## Sehenswürdigkeiten
- Die auf das 12. Jahrhundert zurückgehende Kirche Saint-Éloi (Teile seit 1926 als Monument historique klassifiziert).